# Heren van de thee (roman)

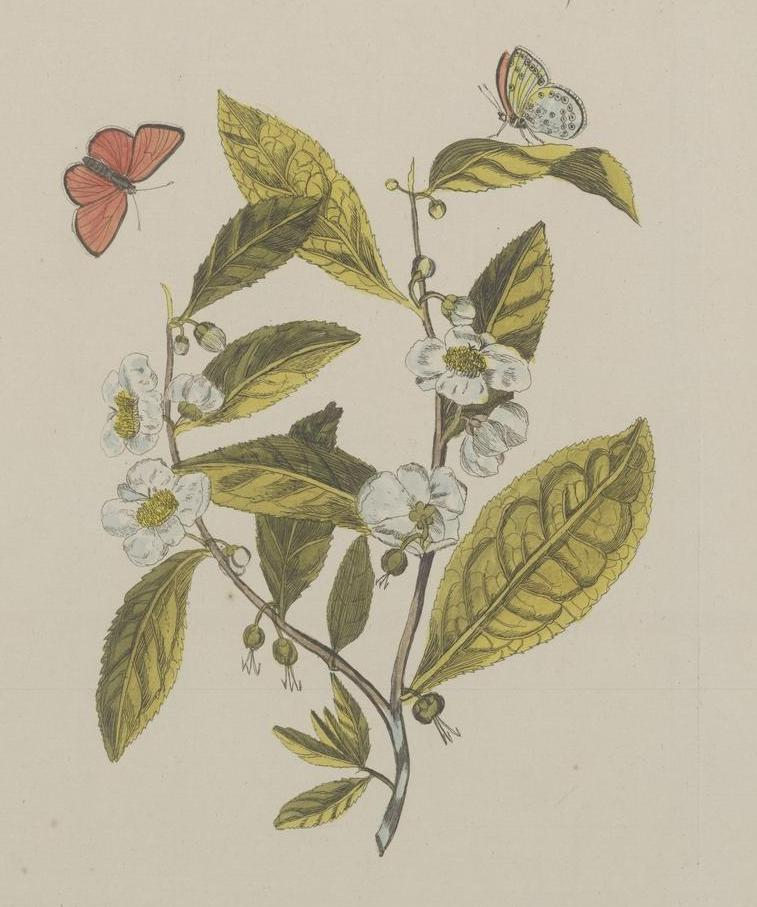
Tekening van theeplant door Nicolaas Meerburgh, gebruikt op de omslag van de roman

Heren van de thee is een historische roman uit 1992, geschreven door Hella S. Haasse en uitgegeven door Querido. Het boek kwam uit tijdens de Boekenweek van dat jaar (thema: 't Prachtig rijk van Insulinde).

## Inhoud
Het verhaal is een literaire weergave van het leven van Rudolf Kerkhoven (1848-1918) en zijn vrouw Jenny Roosegaarde Bisschop. Kerkhoven vertrok in 1871 naar Nederlands-Indië om hier plantages te gaan beheren. Haasse baseerde zich hiervoor mede op onderzoek van uitvoerig archiefmateriaal.